# ميخائيل كولينز (لاعب اتحاد الرغبي)
ميخائيل كولينز (بالإنجليزية: Michael Collins)‏ هو لاعب اتحاد الرغبي نيوزيلندي، ولد في 3 يونيو 1993 في كوينزتاون في نيوزيلندا.